# Österreichisches Seminar für Zwölftonmusik
Das Österreichische Seminar für Zwölftonmusik (1953–1959) war ein Forum in Wien für die Musik- und Weltauffassung durch Josef Matthias Hauer.

## Vorgeschichte
1918 hatte Hauer am 9. April im Institut für Kulturforschung der sog. „Weltkulturgesellschaft“ in Wien Neue Wege in der Musik vielbeachtet dargelegt.
Nach kritischer Auseinandersetzung (den 12 Musikerbriefen) wie Anregungen zur Selbstfindung (Parallelaktionen mit Johannes Itten) umriss er seine Sicht Vom Wesen des Musikalischen im Mai 1919, die als Buch rasch publiziert wurde. Somit war er gewillt, im Rahmen des beginnenden „Bauhaus“ diese musikalische Grundlagen als elementare Kurse zu lehren, und darauf vorbereitet, aus Wien nach Weimar wie Gropius und Itten mit zahlreichen Studierenden auch zu übersiedeln.
Die Lehre des Tonsystems von allmöglichen Wendungen der Zwölftonmusik konnte Hauer in dreisprachiger Programmnummer der Zeitschrift „Melos“ 1922 zur IGNM-Gründung verbreiten und er versuchte selber in Salzburg diesen neuen gemeinsamen Sprachboden vorzustellen. Mit seiner als Notenbeilage in Melos publizierten Äolsharfe, der Atonale Melodienlehre als akustische Hörschule, mit Melodiöse Zwölftonetüden, die er als Vortragestücke für höher organisierte Hörer schließlich Schönberg widmete, trachtete Hauer zeitlebens Erkenntnisse seiner universellen Weltsicht weiterzugeben: eine fundamentale Ordnungsstruktur, die zwischen Geistes-Freiheit und mitmenschlichem Ganzen Harmonie erstrebt.

## Voraussetzungen
1945 postulierte Hauer das umfassende Strukturdenken der Zwölftonmusik – kulturell zwischen Bolschewismus und Amerikanismus – als besten geistig-mitmenschlichen Weg zur Zukunft. Als „Lehrstuhl“, schrieb Familienfreund Johann Muschik, nutzte er gern sein Wiener Wirtshaus. Er fand Einfluss auf Herbert Boeckl und Fritz Wotruba, galt beiden in der Neuorientierung der Akademie der Bildenden Künste in Wien als klarster Kopf, wurde besonders von Kulturzeitschriften geschätzt (Leopold Wolfgang Rochowanski Agathon 1946, 47, 48, Otto Basil Plan 1947 oder in der Musikzeit Friedrich Wildgans 1948), und von Interpreten wie Othmar Steinbauer, Ilona Steingruber, Victor Sokolowski prominent aufgeführt. Kulturpolitisch setzte sich Peter Lafite für die Wiener Schule und zugleich Hauers Werkwidmungen (1950) an den Bundespräsidenten ein.

## Das Seminar
Als im Art Club durch Paul Kont und Hans Kann aktuelle Zwölftonmusik zum besten gegeben wurde (12. Januar 1952), mokierte Hauer sich über diese „russisch barbarisierte Salonmusik“. In einem „Entwurf“ bot er konstruktiv seine Sicht der Zwölftonordnung als kosmisches Spiel – worauf der Siebzigjährige sowohl die Art-Club-Ehrenmitgliedschaft erhielt, und auch viele Kreative von dort zu ihm folgten als Basis des „Österreichischen Seminar für Zwölftonmusik“.
Johannes Schwieger, der den Komponisten schon 1921 und 1947 freundschaftlich kontaktierte, organisierte alles in seiner Wohnung (Wien IX., Bauernfeldplatz 4/8) mit Raum für Gespräch wie Aufführung. Weiters betreute er archivierende Abschriften, allfällige Anfragen oder Amtsgeschäfte. Mit Start am 17. März 1953 brachte der Musik-„Meister“ Hauer sich einerseits gelegentlich ins Seminar ein zu Kompositionsaufgaben, durch Korrekturgänge, auch individuelle Begegnungen und erweiterte andererseits den Ausbau der Konzeption seiner Lehre.
Die Ausbildung bestand I. im Erlernen der Zwölfton-Notenschrift, II. im Singen oder mit dem Instrument die Stimmführung der Melosbewegung zu finden, III. Ohr und Verstand innerhalb aller Möglichkeiten auf Ordnung des Vollkommenen hin zu orientieren. Musikspiele mit gegebenem Anfang wie Schluss sollten als Ziel von den Studierenden vollendet und aufgeführt werden. Beispielhaft im Quartett wurde der vierfache Kontrapunkt ausgefeilt, temperiert und zur Harmonie gebracht – ein Modell menschlichen Seins in geistiger Struktur wie von Wachstum in der Natur. Zwölftonmusik wurde exemplifiziert nach den zwei Bänden „Atonale Musik“ (1920–22) als „Thesaurus Duodecaphonii“ (XXIV. Zwölftonspiel u. a.) sowie „Die Vollendung des wohltemperierten Klavieres“ als Band 3 und Band 4 mit dem Klavierwerk zu vier Händen als „Das wohltemperierte Klavier“. Als Bezugsboden einbezogen wurden Ordnungen aller Religionen oder aktueller Atomtheorie, Mikro- wie Makro-Bausteine der Naturwissenschaft oder der Geisteshorizont von Philosophen und Köpfen der Musikgeschichte.
In Lehrtafeln wurde von Schwieger ‚Sein und Zeit‘ visualisiert. Hauer führte mit ihm Lehrgespräche von seinen Entwicklungsstufen mit den Quellen des Denkens, über Intuition zu absoluter Musik, bis zur Synthese von Körper und Geist in der Einheit des „Melos“ (Schwieger formuliert seinesteils als Gesamtschau „Pathodizee - Theodizee - Melodizee“). Erhalten sind Mitschriften wie Stenotate in Tagebüchern, die bisher noch nicht erforscht, nur in der Grundlage erkannt wurden.

## Die Teilnehmer
60 Beteiligte sind im Seminarbuch tabellarisch gelistet, ihre Auseinandersetzung mit Hauer’scher Zwölftonmusik so datiert (Notenunterlagen wurden vereinzelt bewahrt). Darunter:
- Friedrich Cerha (1926–2023), Komponist
- René Clemencic (1928–2022), Komponist, Ensembleleiter
- Nikolaus Fheodoroff (1931–2011), Komponist, Dirigent
- Arnold Keyserling (1922–2005), Philosoph
- Dal-Sung Kim (–2011) Komponist, Hauer-Institut Seoul /Süd-Korea
- Ernst Kölz (1929–2014), Musiker
- Monika Lichtenfeld (* 1938), Musikwissenschaftlerin
- Rolf Liebermann (1910–1999), Komponist, Intendant
- Hermann Pfrogner (1911–1988), Musiktheoretiker
- Oswald Pöstinger (1929–1997), Musiker
- Leo Walter Reichl (1909–1979), Kirchenmusiker
- Gerhard Rühm (* 1930), Schriftsteller, Komponist, bildender Künstler
- Jutta Schutting (* 1937), Schriftsteller
- Victor Sokolowski (1911–1982), Cembalist, Hauer-Studio Wien
- Walter Szmolyan (1929–1995), Musikpublizist
- Dominik Száva (?), Komponist, Hauer-Institut Toronto /Canada

## Dokumentation
Hauer begriff seine Musik (überblickendes Werkverzeichnis sowie insbesondere sein vom Barock her weiterentwickeltes „Wohltemperierte Klavier“), Schriften („Theorie I-III“, Testamente, Manifeste) und Gespräche (Notate, Briefe, Begegnungen) als drei jeweilige Formulierungen auf einem Weg zur Ganzheit.
Schwieger wollte das Neuartige zu Musik / Mensch / Welt als drei Kraftfelder von Melos / Gott / des Atomaren kategorisieren und versuchte Hauers Lebenswerk in einer Synthese als tönende / sittlich-religiöse / kosmische Testamente zur Erkenntnis zu bringen.
Zu einer „Denk-Schrift“ wurden entsprechend Materialien in Mappen angelegt, durch Quellen, Forschungen, Briefe, glossierte Tageszeitungen mit Kontrapositionen wie offiziellen Anerkennungen, die als Exemplum Hauers Leben erblicken lassen vom Keim bis zur Vollendung in verschiedenen Perioden eines Schöpferischen Seins.
Als gelehrter Universitätsbibliothekar konnte Schwieger auf Bücher der Weltschau alter Kulturen sowie der natur- wie geisteswissenschaftlichen Lehre großer Köpfe zugreifen, um zu Hauers Strukturordnung quasi „Urgrund-Forschungen“ für das Seminar zur Zwölftonmusik noch einzubringen.
Die Zuerkennung des Großen Österreichischen Staatspreises 1955 an Hauer, den Schwieger 1956 als Stellvertreter übernehmen durfte, bedeutete einen Höhepunkt für das Zwölftonseminar. 1958 zog ein Fernsehfilm über Hauer in der Musik-Weltstadt Wien nach. Alles endete aber mit Hauers Tod 1959. Die 1956 begonnene „Denk-Schrift“ wurde von der Theodor Körner-Stiftung 1958 anerkannt und 1960 finanziell gefördert. Die Arbeit, jedoch nicht mehr zur Publikation ausformuliert, besteht nur als groß angelegte Ansammlung, die heute die Musiksammlung der Österreichischen Nationalbibliothek bewahrt.